# Watsontown
Watsontown es un borough ubicado en el condado de Northumberland, en el estado estadounidense de Pensilvania. En el censo del año 2010 tenía una población de 2.351 habitantes. Tiene una población estimada, en 2019, de 2.333 habitantes.

## Geografía
Watsontown se encuentra ubicado en las coordenadas 41°05′07″N 76°51′48″O / 41.08528, -76.86333.

## Demografía
Según la Oficina del Censo en 2000 los ingresos medios por hogar en la localidad eran de $31,094 y los ingresos medios por familia eran $37,065. Los hombres tenían unos ingresos medios de $30,648 frente a los $20,972 para las mujeres. La renta per cápita para la localidad era de $16,110. Alrededor del 11.2% de la población estaba por debajo del umbral de pobreza.